# Paoujetka (village)
Paoujetka (en russe : Паужетка), est un village du kraï du Kamtchatka en Russie. Se trouvant dans le raïon d'Oust-Bolcheretsk, il se situe dans le sud-ouest du territoire. Il se situe dans le territoire inter-municipalité, dépendant seulement du raïon et non d'une quelconque municipalité.
Son nom vient du nom de la rivière qui la traverse en itelmène, Paouja. En russe, cette rivière s'appelle la Paoujetka, tout comme le village.

## Géographie
Le village de Paoujetka se situe dans le kraï du Kamchatka, un sujet de l'extrême-orient russe. Il fait partie du district fédéral extrême-oriental, se situant à 2 082 km au nord-ouest de Vladivostok, la capitale du district. Paoujetka se trouve aussi à 6 849 km à l'est de Moscou, ainsi qu'à 216 km au sud-est de Petropavlovsk-Kamtchatski, la capitale de son sujet. Le centre administratif du raïon, Oust-Bolcheretsk, se situe lui à 155 km au nord de Paoujetka.

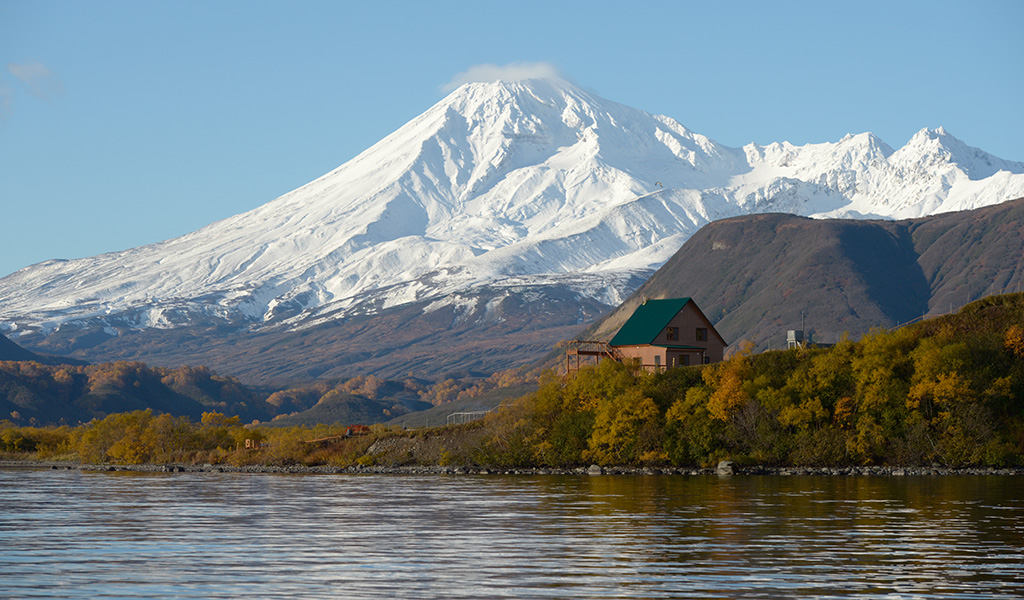
Le volcan Kambalni.

Paoujetka est l'une des neuf localités du raïon d'Oust-Bolcheretesk, un raïon du sud-ouest du kraï, qui borde la mer d'Okhotsk. Le village ne se situe pas dans une municipalité, mais dans le territoire intermunicipal, directement sous la juridiction du raïon.
Paoujetka est situé dans le sud du Kamtchatka, grande péninsule volcanique d'Extrême-Orient. Le village se trouve précisément dans la vallée de la Paoujetka (anciennement la Paouja), un affluent rive gauche de l'Oziornaïa, le fleuve qui prend sa source dans le lac Kourile pour se jeter au niveau d'Ozernovski et de Zaporojié dans la mer d'Okhotsk.
La vallée du village est encaissée, alors que le village se trouve à 100 m d'altitude, des montagnes de plus de 1 000 m se trouve à l'ouest et à l'est du village.  Au sud-ouest du village se trouve le volcan Kochelev (en), haut de 1 822 m, et au sud-est le Kambalny, haut de 2 161 m. Le lac Kourile est à une quinzaine de kilomètres à l'est du village.
Le village a donné son nom à un volcan éteint, haut de 1 300 m, près du village.
Le climat est assez froid, la neige pouvant persister jusqu'en juin. Mais grâce aux serres, des légumes et fruits se cultivent toute l'année.

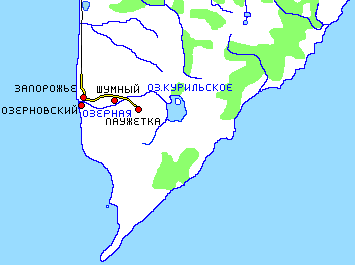
Carte du sud du Kamtchatka avec les pistes et villages proches.

## Démographie
Recensements et estimations de la population,:
| 2002* | 2010* | 2012 |
| ----- | ----- | ---- |
| 0     | 88    | 87   |

| 2013 | 2015 | 2016 |
| ---- | ---- | ---- |
| 90   | 84   | 77   |

| 2018 | 2020 | 2021* |
| ---- | ---- | ----- |
| 75   | 78   | 74    |

| 2022 | - | - |
| ---- | - | - |
| 69   | - | - |

## Économie et transports
Le village vit principalement des volcans environnant. Une importante communauté de volcanologues se trouve dans le village, étudiant les volcans du sud du Kamtchatka. Concernant le tourisme, beaucoup de sentiers de randonnées du sud de la péninsule partent du village.
Il y a des sources thermales, découvertes dès 1755, et des fumerolles près du village. En plus d'attirer des touristes, cette énergie alimente le village, à la fois les maisons mais aussi les nombreuses serres de Paoujetka. 
Le village ainsi une centrale électrique de Paoujetka (en), d'une capacité de 14,5 MW, ouverte en 1966, et améliorée en 2010.
Le gouverneur et les pouvoirs locaux souhaitent intensifier le tourisme dans le village, en améliorant les infrastructures et les hébergements.
Le village n'est pas connecté au réseau routier du Kamtchatka à cause de son éloignement, mais seulement aux villages proches. Le village est le terminus d'une piste, pour 4x4, allant jusqu'à Zaporojié et Ozernovski en passant par Choumni. La seule connexion vers l'extérieur est l'héliport du village d'Ozernovski, avec des vols de Petropavlovsk par Mi-8 jusqu'à l'héliport.